# Carretera Federal 185
La carretera federal Número 185 nace en Coatzacoalcos; en donde termina el malecón del río continúa hacia Minatitlán y sigue hacia  Acayucan, Veracruz, ingresa por Martín Dehesa, continúa hacia Palomares, donde se enlaza la carretera federal N° 147, sigue a Matías Romero, haciendo un crucero con la carretera estatal de Oaxaca núm 49, que conecta con Lagunas y llega hasta La Ventosa donde se une a las carreteras 200 y 190, recorre unida a las anteriores hasta Santo Domingo Tehuantepec y termina en Salina Cruz. 
Es conocida como carretera Transistmica también debido a que atraviesa la región del Istmo de Tehuantepec.
- Datos: Q5753546